# Magic Music
Magic Music（マジック ミュージック）は、木村カエラのメジャー6枚目のシングルで、コロムビアミュージックエンタテインメントから2006年6月28日に発売。

## 解説
- 「Magic Music」は、本人いわく「夏フェスの為の曲」とのことである。
- 「Hungry like the CHICKEN」は、「Scratch」などのアルバムなどには一切収録されていない。

## 曲目
全作詞:木村カエラ
1. Magic Music
作曲:Linus of Hollywood
東芝「gigabeat」CMソング
テレビ神奈川「sakusaku」2009年4月第1週エンディングテーマ
2. Hungry like the CHICKEN
作曲：Samuel Engh、Daniel Boquist
3. Magic Music (instrumental)
4. Hungry like the CHICKEN (instrumental)

## 収録アルバム
- Scratch (#1)
- 5years (#1)
- 10years (#1)